# Белланова, Тереза
Тереза Белланова (итал. Teresa Bellanova; род. 17 августа 1958, Челье-Мессапика, провинция Бриндизи, Апулия) — итальянская профсоюзная активистка и политик. Сенатор Итальянской Республики (с 2018 года), министр продовольствия, сельского и лесного хозяйства (2019—2021).

## Биография
Родилась 17 августа 1958 года в Челье-Мессапике. Долгое время состояла активисткой Всеобщей итальянской конфедерации труда, являлась региональным координатором женского рабочего движения в Федерации подёнщиков (Federbraccianti) Апулии, и генеральным секретарём провинциальной организации Федерации рабочих агроиндустрии (Federazione lavoratori dell’agroindustria), вошла в национальный секретариат Итальянской федерации рабочих-текстильщиков, бельёвщиков и обувщиков (Federazione italiana Tessile Abbigliamento Calzaturiero), была избрана в Палату труда Челье-Мессапики.
В 1971 году в четырнадцать лет начала работать по найму на фермах Апулии, в 2005 году избрана в Национальный совет партии «Левые демократы», в 2006 году впервые избрана в Палату депутатов по спискам коалиции Олива.

### Политическая карьера
Член Палаты депутатов XV-го и XVI-го созывов (2006—2013 годы). В Палате депутатов XV-го созыва с 2006 по 2008 год входила во фракцию «Демократическая партия-Олива». В Палате XVI-го созыва с 2008 по 2013 год входила фракцию Демократической партии.
С 19 марта 2013 года состоит во фракции Демократической партии в Палате депутатов XVII-го созыва.
28 февраля 2014 года вошла в правительство Ренци как младший статс-секретарь Министерства труда и социальной политики.
28 января 2016 года назначена заместителем министра экономического развития Италии.
29 декабря 2016 года вступили в должность младшие статс-секретари правительства Джентилони, сформированного после отставки правительства Ренци, и Тереза Белланова получила соответствующий пост в Министерстве экономического развития.
4 марта 2018 года потерпела поражение на выборах в Сенат по одномандатному округу в Нардо, получив только 17,4 % и оставшись на третьем месте после победительницы — кандидатки Движения пяти звёзд Барбары Лецци (39,9 %) и выдвиженца правоцентристской коалиции Лучано Каридди (35,2 %). Правда, политический тяжеловес, бывший премьер-министр Италии Массимо Д’Алема получил в этом же округе только 3,9 %. Тем не менее, Тереза Белланова избрана в Сенат по партийным спискам от региона Эмилия-Романья.
1 июня 2018 года по итогам выборов сформировано правительство Конте, в котором Белланова не получила никакого назначения.

### Министр сельского хозяйства
4 сентября 2019 года Джузеппе Конте сформировал своё второе правительство, в котором продовольствие, сельское и лесное хозяйство отошли в ведение Терезы Белланова, и
5 сентября новый кабинет принёс присягу.
17 сентября 2019 года Тереза Белланова названа в числе политиков, поддержавших новую партию Маттео Ренци Италия Вива (кроме неё, за Ренци последовали младший статс-секретарь Иван Скальфаротто и министр равноправия Элена Бонетти). 19 сентября было объявлено, что она возглавит представителей ИВ в правительстве.
13 января 2021 года по решению партии «Италия Вива» ушла в отставку в знак несогласия с политикой кабинета (в том числе из-за отказа от использования Европейского стабилизационного механизма для финансового оздоровления).

### Дальнейшая карьера
24 февраля 2021 года назначена заместителем министра инфраструктура и транспорта в правительстве Драги, 1 марта приведена к присяге и вступила в должность.
22 октября 2022 года было сформировано правительство Мелони, в котором Белланова не получила никакого назначения.